# Cava (Alt Urgell)
Cava és un municipi de la comarca de l'Alt Urgell, amb capital a Ansovell. El terme comprèn, a més del poble de Cava, el d'Ansovell, el del Querforadat, el veïnat de Can Pubill, l'església de Sant Cristòfol de Vinyoles i la casa forta, i el santuari de Boscal.
El municipi forma part del territori històric de l'Urgellet, actualment correspon a bona part de la comarca de l'Alt Urgell, menys la població del Querforadat que pertany al territori històric d'el Baridà (Alt Urgell i Baixa Cerdanya).

## Geografia
És situat al límit de la comarca amb la Baixa Cerdanya. Limita al nord amb els termes del Pont de Bar i Arsèguel, a l'oest amb Alàs i Cerc, al sud amb La Vansa i Fórnols i amb Josa i Tuixén, i a l'est amb el terme cerdà de Montellà i Martinet.
El terme s'estén als vessants de tramuntana de la serra del Cadí, i arriba fins a la mateixa carena: la Torre de Cadí (2.561 m), roca del Gonac, Roca Grossa i Roca Dreta, Voltoró o puig de la Canal Baridana (2.648 m) i el coll del Llitze. Aquests cims formen el límit meridional del municipi amb el termes de La Vansa i Fórnols i Josa i Tuixén, i estan integrats al Parc Natural del Cadí-Moixeró, com bona part del territori municipal.
Altres accidents que podem destacar dins el terme són el turó de les Llongaderes (1.503 m), el de Boscal (1.507 m), el tossal de la Mata, el dels Jugadors i el del Puig (1.878 m).
Per a arribar als nuclis d'Ansovell i Cava cal prendre la carretera local que des de la N-260 va en direcció a Arsèguel. Passat aquest nucli hi ha una pista asfaltada que remunta el curs del riu d'Arsèguel o de Cadí, que poc abans de la confluència del torrent de Sant Climenç amb el riu de Cadí es bifurca i mena a la dreta cap al poble d'Ansovell i a l'esquerra al poble de Cava. Uns quilòmetres abans hi ha un brancal a l'esquerra que porta al santuari de Sant Cristòfol de Vinyoles.
També des de la carretera N-260 hi ha una pista que mena cap a Toloriu vorejant el tossal del Quer arriba al poble del Querforadat.
Els tres nuclis i el santuari de Boscal queden connectats per un camí de gran recorregut (GR-3) que travessa la serra de Cadí, a mig vessant per la banda septentrional.

### Núclis de població
| Entitat de població | Habitants (2023) |
| Ansovell            | 21               |
| el Querforadat      | 17               |
| Cava                | 6                |
| Font: Idescat       |                  |

## Història
Ja apareix al segle xi amb la forma Cava, probablement prové del llatí cava que significa (roca) buida, cova.
Segons la tradició, el poble antic de Cava era situat prop del castell, al lloc dit la Cadira del Senyor; fou cremat i llavors la població es traslladà a l'indret actual. Del castell només resten part dels paraments. Situat dins el comtat de Cerdanya i després al d'Urgell, la primera vegada que apareix documentat el castell és el 1277 en el testament de Galceran III de Pinós. Sembla que la senyoria d'aquest castell anava lligada a la del castell de Sant Cristòfol, a la mateixa vall de Cava. A la primeria del segle xvii el lloc de Cava era de Josep Brera i el 1787, en el cens de Floridablanca, consta que era de jurisdicció reial.

## Política i govern

### Composició de la Corporació Municipal
| Candidatura                     | Candidatura | 1979 | 1983 | 1987 | 1991 | 1995 | 1999 | 2003 | 2007 | 2011 | 2015 | 2019 |
|                                 | CiU/JUNTS   | 5    | 5    | 1    | 1    | 1    | 1    | 1    |      | 1    | 0    | 1    |
|                                 | PSC-PM-CP   | 0    |      |      |      |      |      |      | 1    | 2    | 1    | 0    |
|                                 | ERC-AM      |      |      |      |      |      |      |      | 0    |      |      | 0    |
|                                 | CUP         |      |      |      |      |      |      |      |      | 0    | 0    | 2    |
|                                 | Ind         |      |      |      |      |      |      |      |      |      | 2    |      |
| Total                           | Total       | 5    | 5    | 1    | 1    | 1    | 1    | 1    | 1    | 3    | 3    | 3    |
| Fonts: Generalitat de Catalunya |             |      |      |      |      |      |      |      |      |      |      |      |

### Cronologia de l'alcaldia
| Període      | Nom de l'alcalde/-essa      | Partit polític | Data de possessió |
| ------------ | --------------------------- | -------------- | ----------------- |
| 1979 - 1983  | Antoni Pubill i Codina      | CiU            | 19/04/1979        |
| 1983 - 1987  | Joan Pubill i Altimir       | CiU            | 23/05/1983        |
| 1987 - 1991  | Joan Pubill i Altimir       | CiU            | 30/06/1987        |
| 1991 - 1995  | Joan Pubill i Altimir       | CiU            | 15/06/1991        |
| 1995 - 1999  | Joan Pubill i Altimir       | CiU            | 17/06/1995        |
| 1999 - 2003  | Joan Pubill i Altimir       | CiU            | 03/07/1999        |
| 2003 - 2007  | Joan Pubill i Altimir       | CiU            | 14/06/2003        |
| 2007 - 2011  | Joan Gispert i Pallerola    | PSC-PM         | 16/06/2007        |
| 2011 - 2015  | Joan Gispert i Pallerola    | PSC-PM         | 11/06/2011        |
| 2015 - 2019  | Alba González Planas        | IpC            | 06/13/2015        |
| 2019 - 2023  | Gisela Sellés i Ribatallada | CUP            | 15/06/2019        |
| Des del 2023 | n/d                         | n/d            | 17/06/2023        |

- FONT:[4]

## Demografia
| 1497 f | 1515 f | 1553 f | 1717 | 1787 | 1857 | 1877 | 1887 | 1900 | 1910 |
| ------ | ------ | ------ | ---- | ---- | ---- | ---- | ---- | ---- | ---- |
| 17     | 17     | 17     | 197  | 226  | 577  | 524  | 340  | 278  | 273  |

| 1920 | 1930 | 1940 | 1950 | 1960 | 1970 | 1981 | 1990 | 1992 | 1994 |
| ---- | ---- | ---- | ---- | ---- | ---- | ---- | ---- | ---- | ---- |
| 385  | 286  | 269  | 235  | 193  | 101  | 63   | 53   | 53   | 53   |

| 1996 | 1998 | 2000 | 2002 | 2004 | 2006 | 2008 | 2010 | 2012 | 2014 |
| ---- | ---- | ---- | ---- | ---- | ---- | ---- | ---- | ---- | ---- |
| 61   | 56   | 57   | 58   | 58   | 56   | 55   | 57   | 60   | 60   |

| 2016 | 2018 | 2020 | 2022 | 2024 | 2026 | 2028 | 2030 | 2032 | 2034 |
| ---- | ---- | ---- | ---- | ---- | ---- | ---- | ---- | ---- | ---- |
| 57   | 46   | 45   | 51   | 39   | -    | -    | -    | -    | -    |